# Edwin (planetka)
(1046) Edwin je planetka, objevená Georgem Van Biesbroeckem 1. prosince 1924. Její provizorní název byl 1924 UA. Jméno dostala po synovi svého objevitele, Edwinovi Van Biesbroeckovi.